# NGC 734
NGC 734 je čočková galaxie v souhvězdí Velryby. Její zdánlivá jasnost je m a úhlová velikost 0,70′ × 0,5′. Je vzdálená 534 milionů světelných let. Galaxii objevil 9. listopadu 1885 Američan Francis Preserved Leavenworth. Někdy je nesprávně  jako NGC 734 uváděna galaxie PGC 7121.